# کرولویتس (استان اشوی‌داشکسیه)
کرولویتس (به لهستانی: Królewiec) یک منطقهٔ مسکونی در لهستان است که در گمینا سمکوو واقع شده‌است. کرولویتس ۴۹۰ نفر جمعیت دارد.